# Olympus OM-D E-M10

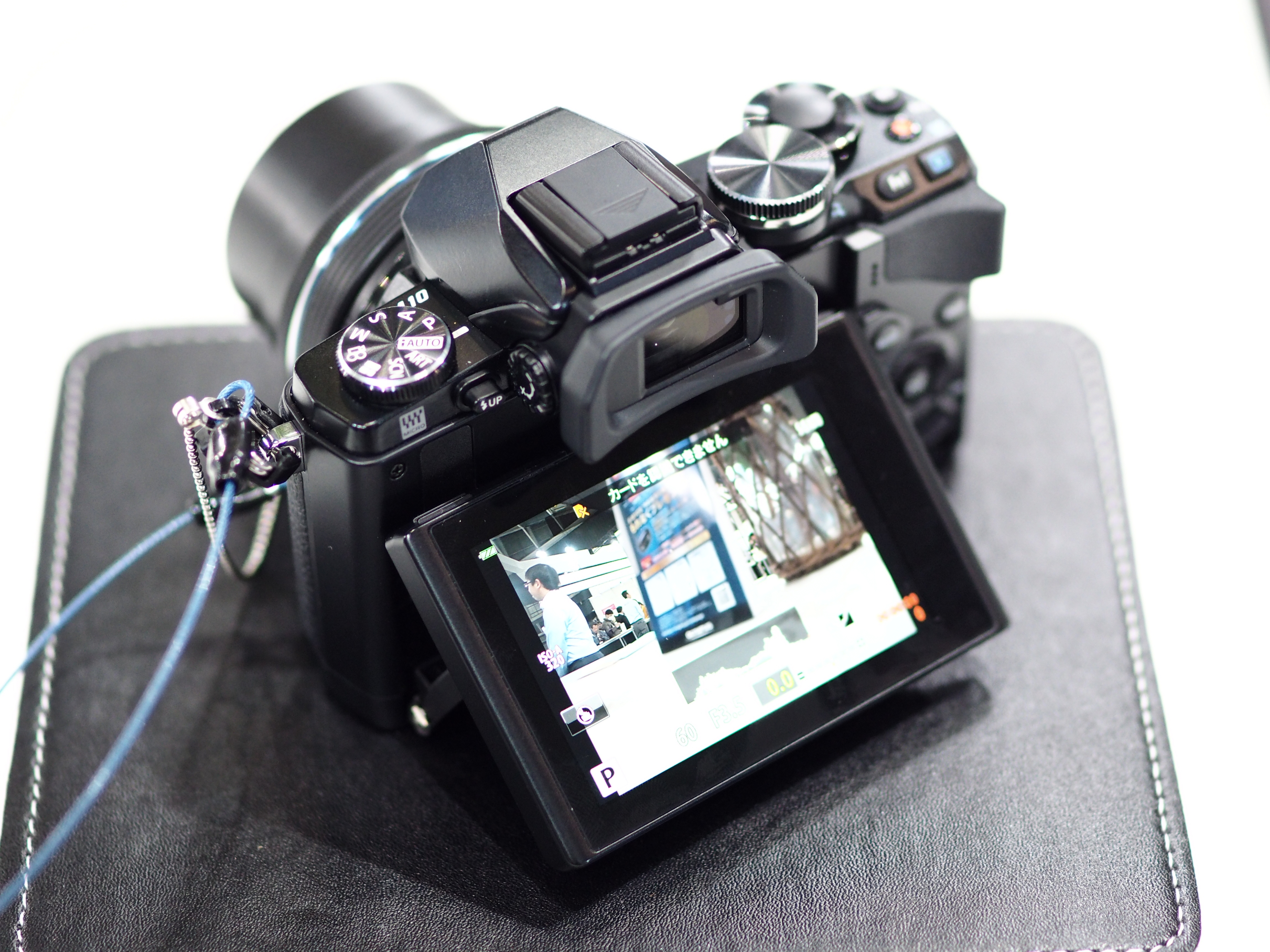

Olympus OM-D E-M10 — компактная беззеркальная камера системы микро 4/3, представленная в январе 2014 года.

## Спецификации
В отличие от камер старших линеек, имеет урезанную версию стабилизатора и не имеет пылевлагозащиты

### Преемник
25 августа 2015 года была представлена камера Olympus OM-D E-M10 Mark II. Она получила улучшенный 5-осевой стабилизатор, дополнительную программируемую кнопку, улучшенный видоискатель, режим Simulated OVF, обновленный ЖК-экран, функцию AF Targeting Pad, электронный затвор и выдержку до 1/16000 сек, съемку видео до 120 кадр/с а также автоматический брекетинг по фокусировке.
В 2017 представлена Olympus OM-D E-M10 Mark III.